# L'Empire des fantômes
Pour l’article homonyme, voir The Phantom Empire.

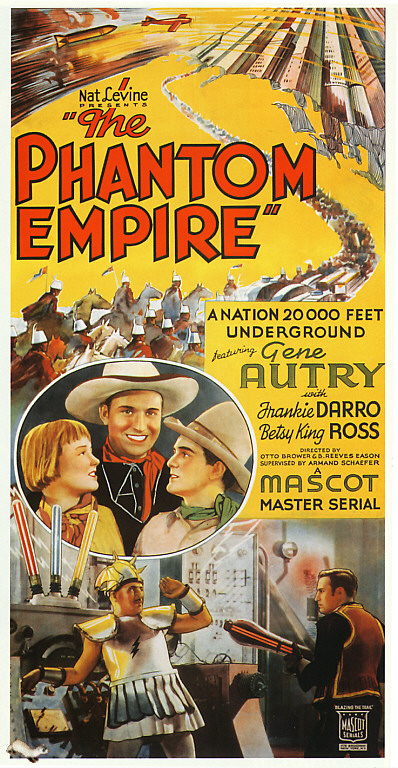
Affiche du film.

L'Empire des fantômes (The Phantom Empire) est un serial américain de type western , réalisé par Otto Brower et B. Reeves Eason, sorti en 1935. Ce serial en 12 épisodes combine les genres western, film musical et science-fiction. Il est considéré comme le premier western de science-fiction,. Une version de 70 minutes est sortie ultérieurement.

## Synopsis
Gene Autry est un cow-boy chanteur qui dirige Radio Ranch, un ranch dans lequel il réalise une émission de radio quotidienne en direct à partir de 14 heures. Gene a deux acolytes, Frankie Baxter  et Betsy Baxter, qui dirigent un club, les Junior Thunder Riders, dans lequel les enfants jouent à être des chevaliers en armure d'une civilisation inconnue, les mystérieux Thunder Riders qui font un bruit semblable à celui du tonnerre lorsqu'ils chevauchent leurs montures imaginaires.
Betsy, Frankie et Gene ont l'occasion de devenir des héros lorsque les vrais Thunder Riders les kidnappent dans l'empire souterrain de Murania, comportant des bâtiments imposants, des robots, une télévision avancée, des ascenseurs qui s'étendent à des kilomètres de la surface et la reine Tika, blonde, glacée et maléfique. À la surface, des criminels dirigés par le professeur Beetson  prévoient d'envahir Murania et de s'emparer de ses richesses en radium, tandis qu'à Murania, Lord Argo complote pour renverser la reine Tika.

## Fiche technique
- Titre original : The Phantom Empire
- Réalisation : Otto Brower et B. Reeves Eason
- Scénario : Wallace MacDonald, Gerald Geraghty, Hy Freedman, Maurice Geraghty
- Producteur : Nat Levine
- Photographie : Ernest Miller, William Nobles
- Montage : Earl Turner, Walter Thompson
- Musique : Hugo Riesenfeld
- Genre : Western, Science-fiction[3]
- Distributeur : Mascot Pictures
- Durée : 245 minutes (12 épisodes)
- Date de sortie : 23 février 1935

## Liste des épisodes
1. The Singing Cowboy
2. The Thunder Riders
3. The Lightning Chamber
4. Phantom Broadcast
5. Beneath the Earth
6. Disaster from the Skies
7. From Death to Life
8. Jaws of Jeopardy
9. Prisoners of the Ray
10. The Rebellion
11. A Queen in Chains
12. The End of Murania

## Distribution
- Gene Autry : Gene Autry
- Frankie Darro : Frankie Baxter
- Betsy King Ross : Betsy Baxter
- Dorothy Christy : Queen Tika
- Wheeler Oakman : Lord Argo
- Charles K. French : Mal
- Warner Richmond : Rab

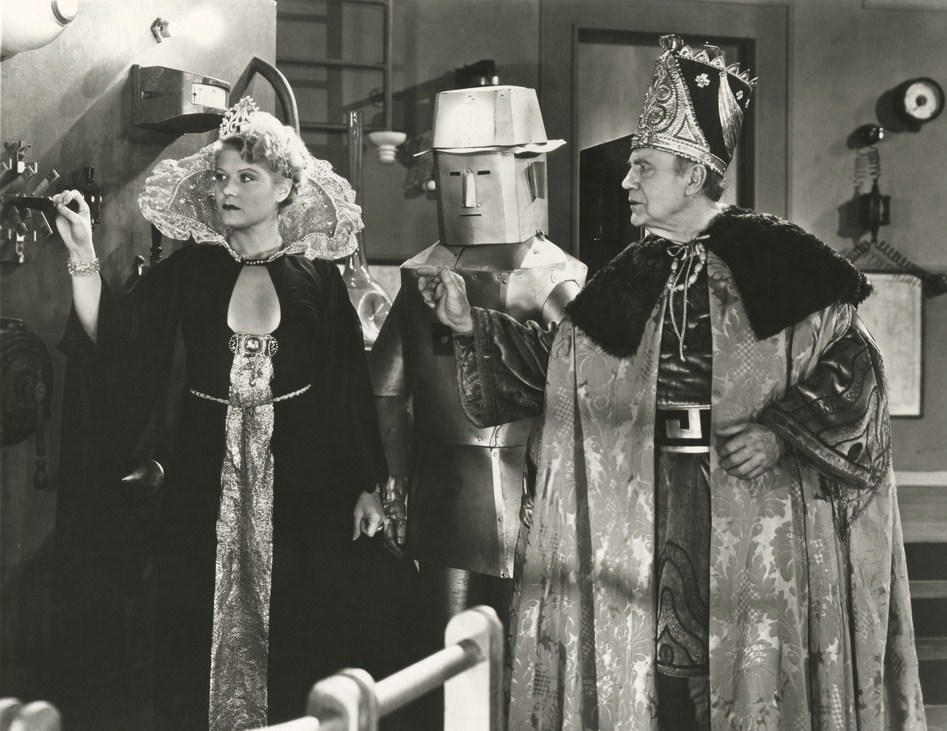
Dorothy Christy et Charles K. French dans une scène du film.

- J. Frank Glendon : Professeur Beetson
- Smiley Burnette : Oscar
- Peter Potter : Pete
- Edward Peil Sr. : Cooper
- Jack Carlyle : Saunders
- Henry Hall